# Star Kid
Star Kid és una pel·lícula de ciència-ficció estatunidenca de 1997, dirigida per Manny Vedat. Produïda per JTL Productions i distribuïda per Trimark Pictures. Ha estat doblada al català.

## Argument
El pobre Spencer (Joseph Mazzello) està passant un mal moment. El seu pare (Richard Gilliland) no li fa cas, la seva germana gran (Ashley Levitch) el menysprea i en el col·legi un noi (Joey Simmrin) la té presa amb ell. Per si no fos poc s'ha enamorat secretament d'una companya de classe (Lauren Eckstrom). La seva sort canvia quan es troba amb una simpàtica criatura procedent de l'espai, una espècie de robot que ha fugit d'uns despietats invasors galàctics. Spencer pren el control del robot espacial en introduir-se a dintre, començant una gran aventura.

## Repartiment
- Joseph Mazzello: Spencer Griffith
- Richard Gilliland: Roland Griffith
- Alex Daniels: Cyborsuit
- Corinne Bohrer: Janet Holloway
- Joey Simmrin: Manfred "Torbo" Bruntley
- Ashley Levitch: Stacey Griffith
- Danny Masterson: Kevin
- Jack McGee: Hank Bruntley
- Lauren Eckstrom: Michelle Eberhart
- Yumi Adachi: Mika
- Christine Weatherup: Nadia